# Caique Ferreira da Silva Leite
Caique Ferreira da Silva Leite, meglio noto come Caique Valdivia (Rio de Janeiro, 23 ottobre 1992), è un calciatore brasiliano, attaccante del Falcon.

## Carriera
Ha giocato nella seconda divisione brasiliana e nella massima serie sudcoreana.